# Red Dead Redemption 2
Red Dead Redemption 2 (forkortet RDR2) er et action-adventure-spil, der er udviklet og udgivet af Rockstar Games. Det udkom til Playstation 4 og Xbox One i oktober 2018, mens en udgivelse til Microsoft Windows og Google Stadia måtte vente til den 5. november 2019. Red Dead Redemption 2 er det tredje i serien af Red Dead, og det er efterfølgeren til Red Dead Redemption, som udkom i 2010.

## Plot
Historien foregår i 1899 i en fiktiv version af det repræsentative vilde vest, midt vest og det sydlige vest i USA. Det følger historien om en bandit ved navn Arthur Morgan, der er medlem af Van Der Linde Gang, og samtidig må de anerkende, at det vilde vest som de kender til det langsomt er ved at forsvinde; de forsøger at indpasse sig mod den kommende ordensmagt, de rivale bander og andre modstandere. Samtidig følger man historien om John Marston, hovedpersonen fra Red Dead Redemption, som også er medlem af Van Der Linde Gang.
Samtidig kæmper gruppen mod den berygtede bande O'Driscoll Boys.
Spillet bliver fremstillet i både første- og tredjepersonsperspektiv, mens spillere kan gå frit rundt og udforske den store åbne verden. Spillet byder på både jagt, hesteridning, bankrøverier, dueller og dialoger med ikke-spiller-karakterer (non-player character; NPC). Derudover skal man prøve at opholde sin karakters morale og ære ved at vælge de rigtige valg igennem spillets udvikling. I spillet er der implementeret et efterlysningssystem, som minder meget om det system, der bruges i Grand Theft Auto, hvor ordensmagten – et fiktivt politi og dusørjægere – bliver tilkaldt for de forbrydelser, man udfører igennem spillets udvikling.
Historien starter i et snefyldt område sammen med Van Der Lin Group, som ledes af den strenge og strikte Dutch Van Der Linde, der er skurken i det forhenværende spil, og som Arthur ser op tilsom både en faderfigur samt mentor. De har slået sig ned i det kolde nord, efter Arthur og hans bande havde forsøgt sig med et bankrøveri i byen Blackwater, der ikke gik som planlagt.
Der går ikke længe, før banden er ude på ballade igen, da Dutch får den idé, at de skal røve et tog. Han vil derved have, at de flytter deres lejr længere sydpå nærmere den første by, som banden nævner flere gange igennem historiens udspil. Gruppen får herved mulighed for at møde andre mennesker, handle og finde en bar, de kan slappe af ved.
Det, gruppen ikke regnede med, var, at det tog, som de røvede, tilhørte den rige oliesheik Leviticus Cornwall, og da han finder ud af, at han er blevet røvet, sender han bureauet Pinkerton National Detective Agency (en) efter dem, som derved giver dem diverse udfordringer igennem historien.
Da gruppen må indse, at deres verden er ved at blive indhentet af civilisation, der breder sig mere og mere, beslutter de sig for, at de må forsage at udøve det sidste store bankrøveri.

## Salg
Red Dead Redemption 2 havde den største åbningsweekend i underholdningens historie: Det tjente over 725 millioner USD i indtægter på tre dage, og over 17 millioner eksemplarer blev solgt i alt på to uger, flere salg, end Red Dead Redemption nogensinde solgte. Derudover er Red Dead Redemption 2 den næststørste underholdningslancering (bag Grand Theft Auto V) og satte rekorder for fleste forudbestillinger, flest salg på første dag og flest salg i de første tre dage på markedet på PlayStation Network. 24 millioner eksemplarer af spillet var blevet solgt pr. maj 2019, og 26,5 millioner pr. november samme år.

## Udgivelser
D. 5. september 2019 blev der annonceret en version til Microsoft Windows.[kilde mangler] Versionen udkom d. 5. november samme år.
En version af spillet til Google Stadia udkom d. 19. november 2019.

## Stemmer
| Karakter            | Skuespiller               |
| ------------------- | ------------------------- |
| Arthur Morgan       | Roger Clark (en)          |
| John Marston        | Rob Wiethoff (en)         |
| Dutch Van Der Linde | Benjamin Byron Davis (en) |

## Anmeldelser
| Anmelder      | Score          |
| ------------- | -------------- |
| Destructoid   | 9.5/10         |
| Edge          | 10/10          |
| EGM           | 10/10          |
| Game Informer | 10/10          |
| GameSpot      | 9/10           |
| GamesRadar    | 5/5 stjerner   |
| Giant Bomb    | 5/5 stjerner   |
| IGN           | 10/10          |
| USgamer       | 4.5/5 stjerner |